# Agathocleia
Agathocleia, död 204 f.Kr, var en grekisk kurtisan och dansös. Hon var mätress till kung Ptolemaios IV av Egypten. 
Hon var dotter till tamburinspelaren Oenanthe från Samos, och kom från Samos till Egypten med sina bröder och systrar och sin mor, som blev mätress till Ptolemaios III. Hon blev själv mätress till Ptolemaios IV, som blev kung 221 f.Kr. Hon ska ha haft så stort inflytande att hon ryktades styra Egypten genom honom, och hennes bror  Agathocles blev en inflytelserik rådgivare vid hovet. 
År 204 f.Kr. lät Agathocleia och hennes bror, i samarbete med tronföljarens skötare Sosibius, mörda först Ptolemaios IV och därefter drottning Arsinoe III. Efter kuppen blev Agathocleia och hennes mor den nye kung Ptolemaios V:s skötare och Agathocles och Sosibius hans regenter. Mordet på drottning Arsinoe III, som skedde en tid efter mordet på kungen, ska dock särskilt ha upprört allmänheten i Alexandria, då hon hade varit särskilt populär, och kort därefter fördes Agathocleia, hennes mor och bror och anhängare till stadens stadium, där de lynchades. 